# Neo Química Arena
Arena de São Paulo (nazywane również Arena de Itaquera i Arena Corinthians, oficjalnie Complexo Esporte Corinthians) – stadion piłkarski w São Paulo. Swoje mecze rozgrywa na nim drużyna Corinthians Paulista, która przedtem grała na Estádio do Pacaembu. Arena Corinthians została zaprojektowana 27 sierpnia 2010 przez Ricardo Teixeirę, prezesa CBF, Alberta Goldmana, gubernatora São Paulo i Gilberto Kassaba, burmistrza miasta. Stadion ma pojemność 48 000 widzów, jednakże na czas mistrzostw świata w 2014 zamontowano 20 000 dodatkowych siedzeń.

## Mistrzostwa Świata 2014
Na stadionie zostało rozegranych sześć meczów Mistrzostw Świata 2014 – cztery pojedynki fazy grupowej (w tym mecz otwarcia), mecz ⅛ finału i półfinał. Rząd federalny przewiduje, że 82% kibiców dostanie się na mecze transportem publicznym. Najbliższe stacje autobusowe, kolejowe i metra znajdują się w odległości 800 metrów od stadionu.
Mecze zorganizowane na Arena Corinthians:
| Data            | Godzina     | Reprezentacja    | Wynik        | Reprezentacja        | Faza                 | Frekwencja |
| --------------- | ----------- | ---------------- | ------------ | -------------------- | -------------------- | ---------- |
| 12 czerwca 2014 | 22:00       | Brazylia         | 3:1          | Chorwacja            | Grupa A              | 62 103     |
| 19 czerwca 2014 | 21:00       | Urugwaj          | 2:1          | Anglia               | Grupa D              | 62 575     |
| 23 czerwca 2014 | 18:00       | Holandia         | 2:0          | Chile                | Grupa B              | 62 996     |
| 26 czerwca 2014 | 22:00       | Korea Południowa | 0:1          | Belgia               | Grupa H              | 61 397     |
| 1 lipca 2014    | 18:00       | Argentyna        | 1:0          | Szwajcaria           | 1/8 finału           | 63 255     |
| 9 lipca 2014    | 22:00       | Argentyna        | 0:0 (4:2 k.) | Holandia             | Półfinał             | 63 267     |
| Liczba goli     | Liczba goli | Liczba goli      | 11 + 6 k.    | Całkowita frekwencja | Całkowita frekwencja | 376 757    |

## Zasilanie
Stadion będzie zasilany bateriami słonecznymi. Ponadto w wyposażeniu znajdują się trzy generatory.

## Nazwa
FIFA nadała stadionowi nazwę Arena de São Paulo w styczniu 2012.

## Budowa

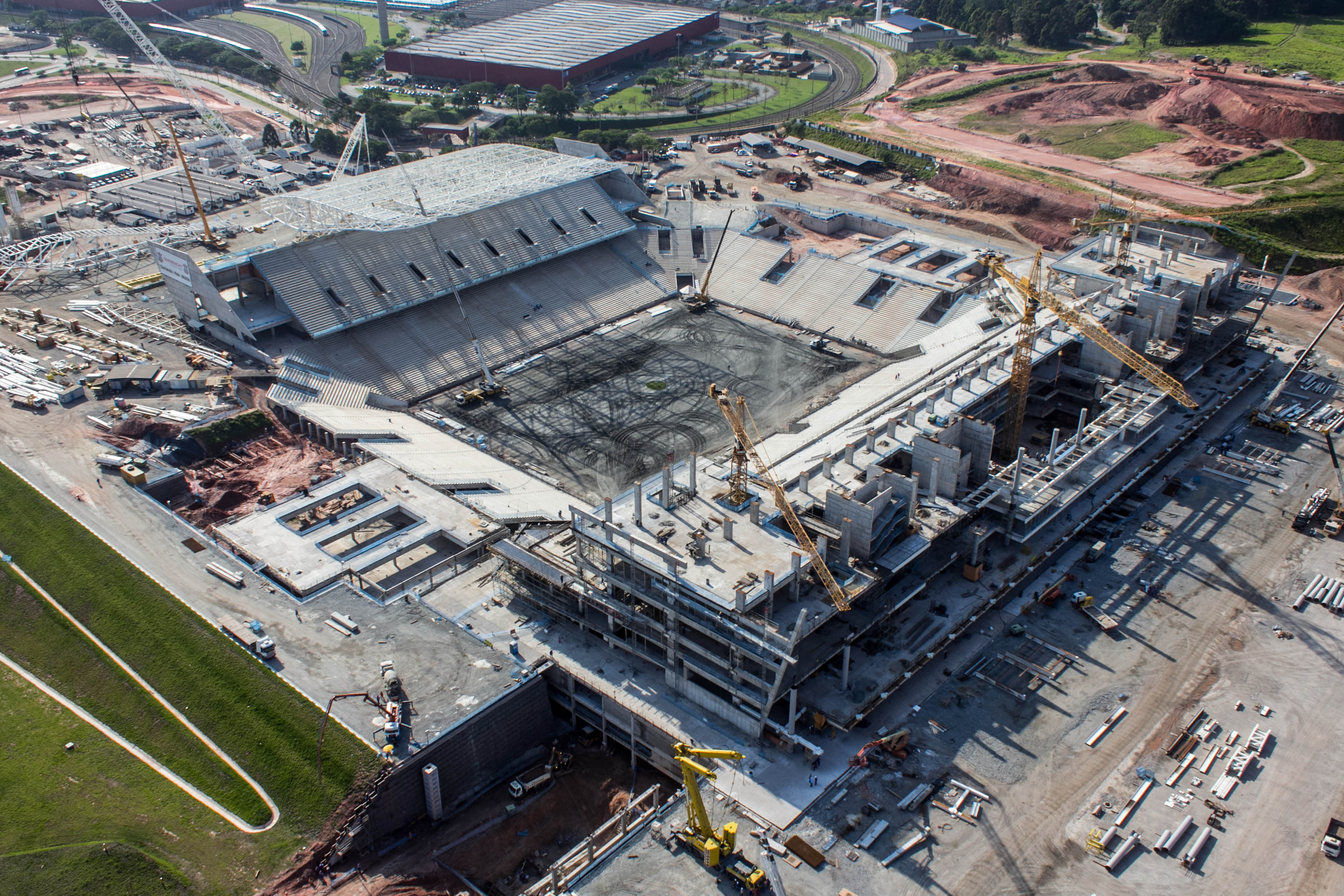
Stadion w grudniu 2012

Na początku budowy planowano jej zakończenie do końca 2013.
13 listopada 2013 ogłoszono, że stadion jest ukończony w 94%.
27 listopada 2013 na obiekcie doszło do katastrofy budowlanej, w wyniku której zginęło dwóch pracowników budowy. Katastrofa wydarzyła się wskutek zawalenia dźwigu podczas wykonywania części dachu.
5 grudnia 2013 klub Corinthians ogłosił, że budowa stadionu zostanie ukończona do 15 kwietnia 2014. Plan udało się zrealizować.
Pierwszy mecz na obiekcie odbył się 10 maja 2014, a udział wzięli w nim byli i obecni zawodnicy Corinthians (łącznie ok. 100 osób). Pierwsze spotkanie o stawkę miało miejsce 18 maja 2014 w ramach rozgrywek ligi brazylijskiej pomiędzy Corinthians i Figueirense FC. Pierwszym starciem międzynarodowym na obiekcie był mecz otwarcia MŚ 2014 między Brazylią a Chorwacją.